# Theodor Horschelt
Theodor Horschelt   (Múnic, 16 de març de 1829 - Múnic, 3 d'abril de 1871) va ser un pintor alemany especialitzat en escenes de les guerres del Caucas.

## Biografia

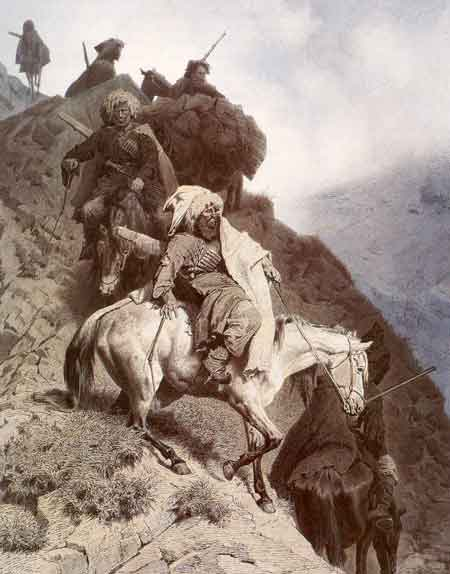
Circassos (data desconeguda)

Theodor Horschelt era fill del mestre de ballet Friedrich Horschelt. El seu germà gran, Friedrich, era retratista. A partir de 1846, va anar a l'Acadèmia de Belles Arts de Múnic, on va ser estudiant del pintor d'història, Joseph Anton Rhomberg, però el va deixar després d'un curt període i va intentar aprendre dibuix pel seu compte. Inicialment es va centrar en escenes de la natura i en retrats imaginatius de les guerres del Caucas.
Aviat va prendre la direcció del professor Hermann Anschütz, aprenent la precisió i la claredat del contorn. Després de deixar l'acadèmia, va estudiar amb més entusiasme als estudis d’Albrecht i Franz Adam i Julius Lange. Finalment va decidir dedicar-se exclusivament a les pintures de guerra, i va començar fent esbossos de cavalls a les Stables Reials de Stuttgart.
El 1853, va fer dos viatges d'estudis; un a París amb Friedrich Wilhelm Hackländer i un altre a Espanya amb ell i Christian Friedrich von Leins, on va passejar majoritàriament a cavall. Es va separar dels seus companys quan van creuar cap al nord d’Àfrica i van continuar sol cap a Alger. Al seu retorn a Munic el 1854, va pintar diversos llenços sobre temes àrabs per al rei Guillem. Aquests treballs li van fer possible fer el seu llarg viatge al Caucas.

### El Caucas
Poc després de la seva arribada el 1858, es va unir a una expedició contra els Lesguians. L'any següent, va formar part d'una campanya militar a Txetxènia i va participar en un atac contra el quarter general de l'Imam Xamil, exposant-se al foc enemic. Per la seva valentia, va ser honrat amb la Gran Creu Estrella de l’Ordre de Sant Estanislau i una medalla de l’Ordre de Santa Anna, ambdues amb espases.
Durant dues setmanes el 1860, va fer una gira amb el tsar Alexandre II en un viatge pel Kuban, després es va unir al príncep Albert de Prússia en una gira per Armènia i les costes del Caspi, tornant a Munic per Moscou i Sant Petersburg el 1863. Un cop a casa, va començar a produir les pintures de guerra que establirien la seva reputació. Un retorn previst al Caucas es va veure frustrat per l'inici de la guerra francoprussiana i Horschelt va morir de diftèria nou mesos després.